# Кириазис, Георгиос
Гео́ргиос Кириази́с (греч. Γεώργιος Κυριαζής; род. 28 февраля 1980, Салоники) — греческий футбольный защитник и тренер.

## Карьера

### Клубная
Воспитанник «Ираклиса». Выступал за греческую команду с 1996 по 2003 годы, после чего на 7 лет уехал в Италию, где играл за «Катанию», «Ареццо», «Триестину» и «Салернитану».
Сезон 2010/11 Кириазис провёл в «Ираклисе».
С 2012 года выступал в американской лиге USL Pro за клуб «Рочестер Райнос». После сезона 2013 года завершил карьеру и остался в Рочестере, где стал детским тренером. 12 марта 2015 года вошёл в тренерский штаб «Рочестер Райнос» в качестве ассистента главного тренера. В 2016 году из-за травм и дисквалификаций игроков «Рочестер Райнос» возобновлял игровую карьеру на несколько матчей.

### В сборной
С 2000 по 2002 год Георгиос Кириазис выступал за молодёжную сборную Греции. В составе команды защитник принимал участие в молодёжном чемпионате Европы 2002 года.